# SA-CV-49
La SA-CV-49 es una travesía perteneciente a la Red Terciaria de la Diputación Provincial de Salamanca que une las carreteras  N-620  y  DSA-470  con la carretera  SA-CV-41 .

## Historia
La carretera  SA-CV-49  era la carretera que unía la localidad de Villar de la Yegua, con la carretera  SA-CV-41 .
En 2006 al tramo entre Villar de la Yegua, y la carretera  N-620  se le pasó a denominar  DSA-470 , quedando la denominación de SA-CV-49 única y exclusivamente para el tramo de la travesía de Fuentes de Oñoro hasta la intersección con la carretera  SA-CV-41 .

## Origen y Destino
La carretera  SA-CV-49 , que discurre íntegramente por Fuentes de Oñoro, tiene su origen en la intersección con las carreteras  N-620  y  DSA-470  y finaliza en la intersección con la carretera  SA-CV-41 , formando parte de la Red de carreteras de Salamanca.